# Anoectangium weisioides
Anoectangium weisioides är en bladmossart som beskrevs av C. Müller 1897. Anoectangium weisioides ingår i släktet Anoectangium och familjen Pottiaceae. Inga underarter finns listade i Catalogue of Life.